# أحمد سحنون
أحمد سحنون. أديب وشاعر جزائري.

## مولده ونشأته
ولد أحمد سحنون سنة 1907 ببلدة ليشانة قرب مدينة بسكرة، توفيت أمه وهو رضيع، وتولى والده الذي كان معلما للقرآن الكريم تربيته، فحفظ كتاب الله وعمره 12 سنة كما تعلم مبادئ اللغة العربية والشريعة الإسلامية على يد مجموعة من المشايخ والعلماء أبرزهم الشيخ محمد خير الدين والشيخ محمد الدراجي والشيخ عبد الله بن مبروك. ومنذ نعومته أظافره كان مولعا بكتب الأدب، فدرس وطالع منها الكثير قديمها وحديثها.

## جمعية العلماء المسلمين
في سنة 1936 التقى لأول مرة مع الشيخ عبد الحميد بن باديس، وفي ذلك يقول:
| أحمد سحنون | وذكرت -عندما كتبت فصلا عن ابن باديس الموجه- بمناسبة ذكراه أنه جمعني به أول مجلس فبادرني بسؤاله: ماذا طالعت من الكتب ؟ فأخذت أسرد له –لسوء حظي أو لحسنه- قائمة حافلة بمختلف القصص والروايات، فنظر إلي نظرة عاتبة غاضبة وقال: هلا طالعت العقد الفريد لابن عبد ربه، هلا طالعت الكامل للمبرد بشرح المرصفي، واستمر في سرد قائمة من الكتب النافعة المكونة، فكانت تلك الكلمة القيمة خير توجيه لي في هذا الباب. | أحمد سحنون |

وهكذا كان هذا اللقاء نقطة تحول كبرى في حياة الشيخ أحمد سحنون، حيث انضم إلى جمعية العلماء المسلمين الجزائريين وأصبح من أعضائها الفاعلين. يقول في هذا المجال في مقدمة كتابه «توجيهات إسلامية»:
| أحمد سحنون | إن كل شيء كنا نعمله لهذا الشعب، وكل ما نبذله لهذا الوطن، إنما كان بوحي من روح الجمعية، ووفق الخطة التي رسمتها لتطهير هذه الأرض العربية المسلمة من وجود الاستعمار ومن سيطرة الأجنبي، ومن عار الحكم بغير ما أنزل الله. | أحمد سحنون |

## مشواره في الكتابة
وبالإضافة إلى الخطابة والتعليم والشعر، اقتحم الشيخ ميدان الصحف والمجلات، فكتب في العديد منها كالشهاب والبصائر لسان حال جمعية العلماء المسلمين الجزائريين، حيث ساهم الشيخ في جريدة البصائر منذ عام 1936 ونشر أول قصيدته في 22 مايو 1936 عنوانها: ” الإنسان بين تيارات الشقاء” وكانت قصائده شعرية تتناول القضايا الاجتماعية والأخلاقية، ثم نشر مجموعة مقالات عالجت مشكلات مماثلة، وكان أولها حول ” الكذب وخطره على المجتمع”، وواصل الكتابة في هذه الجريدة إلى أن حظرتها سلطات الاحتلال الفرنسي في أفريل 1956. وأعجب الشيخ الفضيل الورتلاني الذي كان آنذاك مقيما في القاهرة بالمقال الأسبوعي المنشور في ركن: “منبر الوعظ والإرشاد” الذي بدا الشيخ بنشره في فبراير 1953 والذي تلقى قبولا حسنا لدى القراء، ونال شهرة واسعة في الجزائر وخارجها. وحتى أن الإبراهيمي علق على كتاباته قائلا:«إن ما تكتبه في البصائر هو حلة البصائر» وهي شهادة كانت أعز عليه من كل وصف، ذلك أنها صدرت من رجل كان يعتبره قدوة له وعظيما من عظماء الأمة، فقد وصفه ذات مرة فقال:
| أحمد سحنون | ولاعجب، فقد كان الإمام الإبراهيمي من بناة النهضة الكبار الذين عاشوا كل حياتهم، وأعظم همهم تكوين عدد ضخم من حملة الأقلام وإنشاء جيل قوي يحسن التعبير باللسان والقلم، يكون الغرة الوضاءة في جبين الجزائر، والكتيبة الأولى في معركة تحريرها. | أحمد سحنون |

في سنة 1947 اشترك في المجلس الإداري للجمعية،  وقام بكتابة نشيدها الذي يقول في مطلعه:
يابني شعب الأباة... للمعالي انتم نسل الأمازيغ الكماة... في النزال كل من ضحى بنفسه فمات... لا يبالي
كما عينته الجمعية في نفس السنة معلما في مدرسة التهذيب الحرة في بولوغين ثم أصبح مديرا لها بعد عام واحد. ويشهد الجميع للشيخ بقوة خطابه وبلاغته وفصاحته، حيث كان يقصده جمع غفير من الناس يؤدون عنده صلاة الجمعة في مسجد الأمة ببولوغين، فكان يحث الشباب على الاعتزاز بماضيهم والتمسك بالحرية والسعي نحو الانعتاق من نير الإستعمار.

## مع الثورة التحريرية

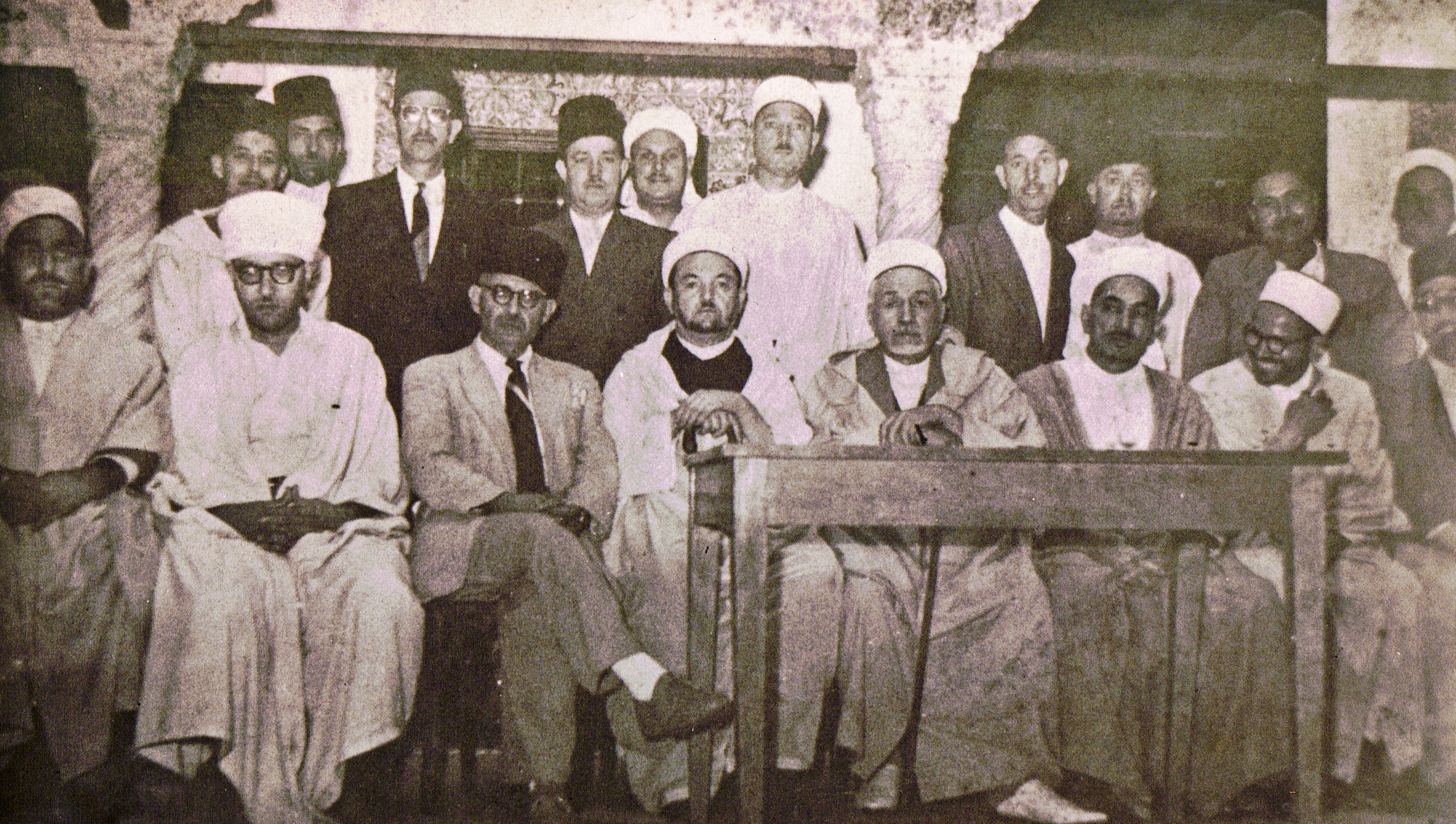
المجلس الإداري لجمعية العلماء - 1949. (الجلوس، من اليمن إلى الشمال) أحمد بوشمال، عبد اللطيف سلطاني، محمد خير الدين البسكري، محمد البشير الإبراهيمي (نائب الرئيس)، العربي التبسي، أحمد توفيق المدني، عباس بن الشيخ الحسين، نعيم النعيمي، (الوقوف من خلف) مجهول، حمزة بوكوشة، أحمد سحنون، عبد القادر المغربي، الجيلالي الفارسي، أبو بكر الأغواطي، أحمد حماني، باعزيز بن عمر، مجهول، مجهول.

أدرك الشيخ حقيقة المستعمر الفرنسي، فكان دائم التحذير من مكائده والتنبيه إلى أساليبه وساهم مع إخوانه العلماء في نشر الوعي الديني والوطني في أوساط الشعب وبعث الثقة في نفسه، ليرفع لواء الحرية والاستقلال ويطهر وطنه من رجس المستعمرين. 
وكان قد كون تنظيما فدائيا سريا انطلاقا من مسجد الأمة عام 1953،
في عام 1955 مرض الشيخ أحمد سحنون واضطر إلى السفر إلى مدينة ليون الفرنسية للاستشفاء. وأجريت له العملية الجراحية في عينه ثم عاد إلى الجزائر.
وكتب صديقه الشاعر عبد الكريم العقون قصيدة يعاتبه على طول الغياب وانقطاع أخباره، قائلا له:
ولم تمر إلا أيام قليلة حتى أجابه الشيخ سحنون بقصيدة قائلا له:
بعد اندلاع ثورة التحرير الجزائرية لم يتردد في مساندتها مما أدى إلى سجنه عام 1956 وحاول المستعمر استغلال مكانة الشيخ عند الشعب الجزائري وتأثيره فيه فطلب منه أن يحذر الناس من المجاهدين ويبعدهم عن احتضان الثورة ودعمها، فرد عليه قائلا:
| أحمد سحنون | أنا الآن في حكم الميت، إذا نفذت ما طلبتم مني يقتلني إخواني وإذا لم أنفذ تقتلونني أنتم، ومادمت ميتا فليكن موتي على أيديكم أفضل. | أحمد سحنون |

فحكم عليه بالإعدام، ثم أطلق سراحه بعد ثلاث سنوات لأسباب صحية، فقام المجاهدون بتهريبه إلى منطقة باتنة بالشرق الجزائري ثم إلى مدينة سطيف ليواصل عمله وجهاده بين أفراد شعبه. وخلال تواجده بالسجن كان مواظبا على متابعة ما يصدره الأستاذ سيد قطب من تفسيره في ظلال القرآن وكان يقول: «كان الظلال يخرج من السجن في مصر ويدخل السجن في الجزائر».

## الدعوة بعد الاستقلال
بعد نيل الجزائر استقلالها، عين الشيخ أحمد سحنون إماما خطيبا بالجامع الكبير بالعاصمة وعضوا بالمجلس الإسلامي الأعلى، فواصل عمله الدعوي التربوي، وقد كان يقول:
| أحمد سحنون | فليست الدعوة إلى الله – إذن- كلاما مجردا عاديا، يستطيع أن يملأ به شدقيه كل من لا حظ له من دين أو خلق، ولا خلاق له من إيمان أو استقامة، إنما هي كفاح مرير ينبغي أن لا يخوض غماره إلا من تسلح له بسعة الصدر ولين القول واستقامة السيرة وبلاغة المنطق وقوة الحجة. | أحمد سحنون |

وكتب ذات مرة مقالا بعنوان «الدعوة إلى الله» ومما جاء فيه:
| أحمد سحنون | وإذا كانت الكلمة اللينة والصدر الرحب من خير أدوات الدعوات بحيث تجعل العدو صديقا كما تشير إليه الآية، فبعكس ذلك تكون الكلمة الجافية والصدر الضيق من شر أسباب النفور بحيث يجعلان الصديق عدوا. | أحمد سحنون |

ومن الجهود التي قام بها الشيخ، محاولته تأسيس رابطة الدعوة الإسلامية وهي إطار دعوي يجمع كافة أطياف الحركة الإسلامية لتوجيه العمل الدعوي وتوجيه جهود العاملين بعد توحيدها وتنسيقها لاجتناب التناحر والشقاقات داخل صفوف الحركة الإسلامية، كان ذلك سنة 1989 م، وقد كانت محاولة رائدة لو كتب لها الله النجاح والاستمرار.
ولما دخلت الجزائر في محنتها وسالت دماء أبنائها حاول مخلصا جاهدا أن يجنب الشعب ويلات تلك المحنة وآلامها، فكان جزاؤه محاولة اغتياله وهو في ساحة المسجد متوجها للصلاة مما ترك في نفسه الأثر العميق لما وصلت إليه الجزائر، فعكف في بيته يدعو الله ويعبده ويطالع الكتب ويدرس إلى أن لقي الله ولم يبدل تبديلا.

## آثاره
ترك الشيخ بعض الآثار المخطوطة والمطبوعة أهمها:
- كتاب دراسات وتوجيهات إسلامية؛
- كتاب كنوزنا ويقع في 300 صفحة احتوى تراجم لبعض الصحابة وهو لم يطبع بعد؛
- ديوان شعر بعنوان«حصاد السجن» يضم 196 قصيدة؛[5]
- ديوان شعر«تساؤل وأمل» وهو لم يطبع بعد؛

إلى جانب عشرات المقالات في العديد من الجرائد والمجلات كالبصائر والشهاب.

### نماذج من شعره
- نشيد الكشاف:[6]

- وفي قصيدة أخرى:

## وفاته
وتُوفي ليلة الإثنين 8 ديسمبر 2003 م الموافق لـ 14 شوال 1424 هـ،  وقد كان لهذا النبأ وقع أليم على نفوس كل الجزائريين، ووفاته مصاب كبير وخسارة فادحة للجزائر.